# Dolichopus trisetosus
Dolichopus trisetosus är en tvåvingeart som beskrevs av Van Duzee 1921. Dolichopus trisetosus ingår i släktet Dolichopus och familjen styltflugor. Inga underarter finns listade i Catalogue of Life.